# Sint-Margarethakapel (Ittervoort)

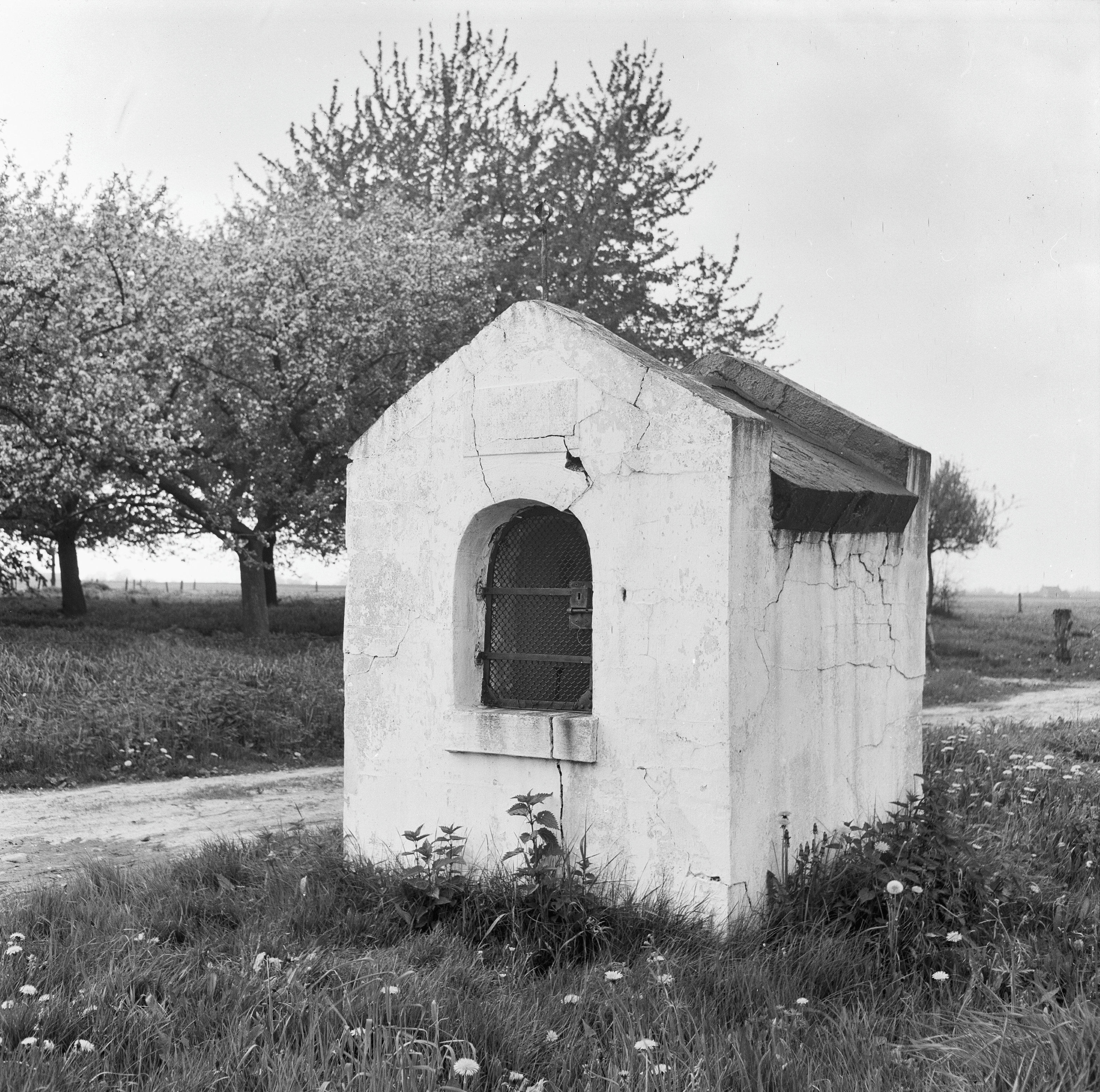
De kapel in 1965

De Sint-Margarethakapel is een kapel in Ittervoort in de Nederlandse gemeente Leudal. De kapel staat aan de Margarethastraat bij nummer 72 in het zuidwesten van het dorp aan de doorgaande weg Ittervoort-Neeritter.
De kapel is vernoemd naar de heilige Margaretha van Antiochië.

## Gebouw
De bakstenen kapel is een niskapel in veldbrandsteen opgetrokken op een rechthoekig plattegrond en gedekt door een zwart geschilderd betonnen verzonken zadeldak. De frontgevel en achtergevel zijn een puntgevel met op de top van de frontgevel een smeedijzeren kruis.
In de frontgevel bevindt zich een segmentboogvormige nis die wordt afgesloten met een zwart ijzeren hekje met vlechtwerk. In de nis bevinden zich twee witte beelden. Het linkerbeeld is een Heilig Hartbeeld die Jezus toont die met twee handen naar zijn hart op zijn borst wijst. Het rechterbeeld toont de gekroonde heilige Maria die op haar arm het (ongekroonde) kindje Jezus draagt.